# Трассенхайде
Трассенхайде (нем. Trassenheide) — община в Германии, в земле Мекленбург-Передняя Померания.

## Географическое положение
Посёлок расположен на севере острова Узедом, на  побережье, обращённом к Балтийскому морю. Трассенхайде находится приблизительно в 6 километрах восточнее Вольгаста, в 2 километрах юго-восточнее Карлсхагена и одним километром северо-западнее Цинновица.

## История
Первые упоминания о поселении в районе настоящего местонахождения посёлка Трассенхайде относятся к 1786 году. Поселение упоминается под названием «Хаммельшталь» (нем. Hammelstall — загон для баранов), поскольку в то время жители уделяли основное внимание овцеводству и строили загоны для защиты стад во время затопления побережья Балтийским морем.
В 1840 году население селения достигло 138 человек.
В 1908 году поселение получает новое имя «Трассенхайде». Примерно в это же время начинается развитие туризма в регионе.
В 1928 году «Трассенхайде» впервые обозначается как самостоятельный посёлок.
17 — 18 августа 1943 года в результате британской бомбардировки («Операция гидра»), изначально нацеленной на военный научно-исследовательский центр в Пенемюнде, посёлок был сильно разрушен.
В июле 2006 года посёлок теряет титул курорта.

## Административное деление
Трассенхайде входит в состав района Восточная Передняя Померания. До 2005 года посёлок состоял в управлении «Амт ан дер Пеенемюндунг» (нем. Amt an der Peenemündung), но в настоящее время подчинён управлению «Амт Узедом-Норд» (нем. Amt Usedom-Nord) с центром в Цинновице.
Идентификационный код субъекта самоуправления  —  13 0 59 095.
Площадь административного образования Трассенхайде - 6,50 км².

## Население
По состоянию на 30 июня 2006 года, население посёлка Трассенхайде составляет 961 человек.
Средняя плотность населения, таким образом, составляет 148 человек на км².

## Транспорт

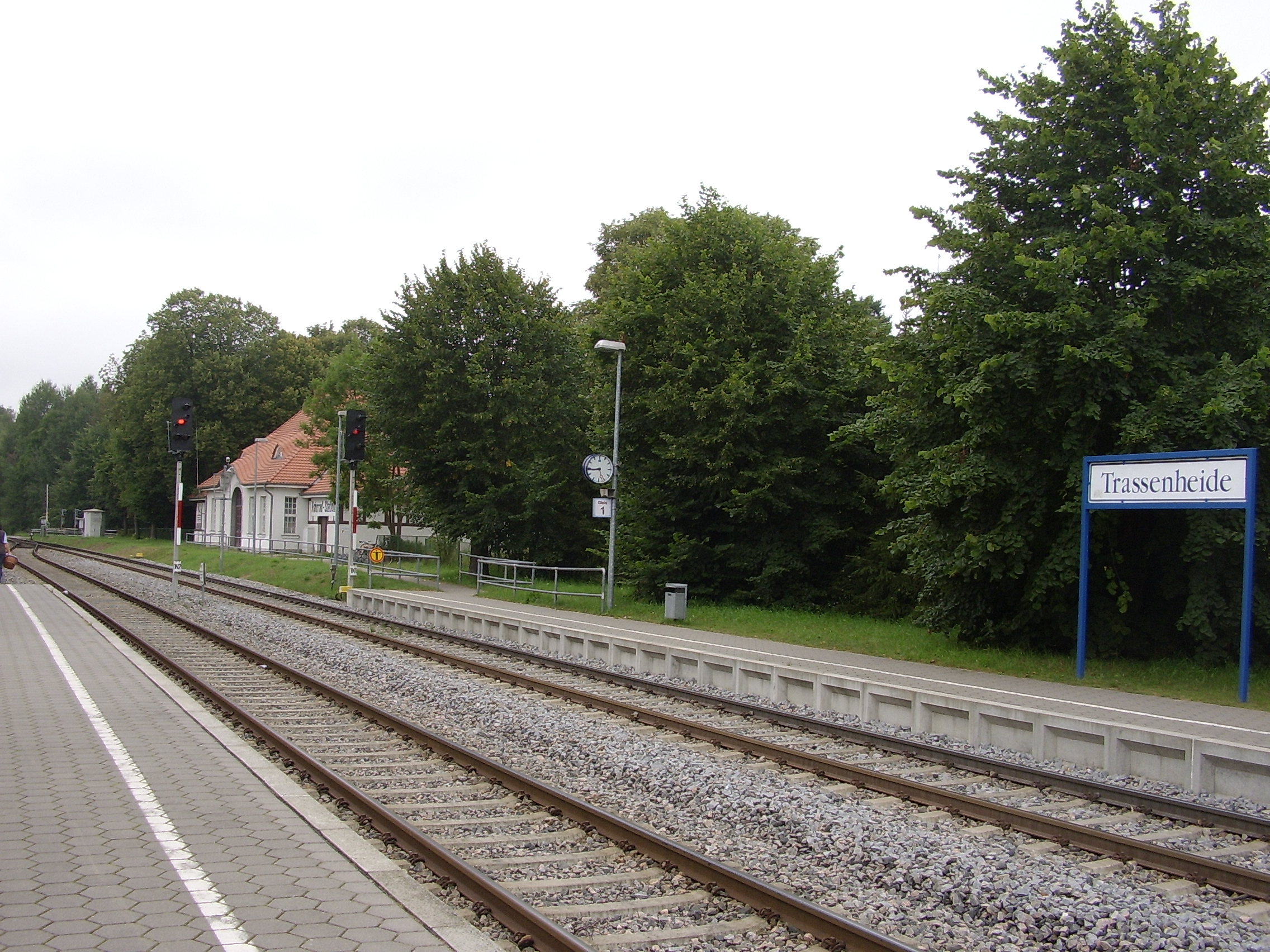
Вокзал Трассенхайде

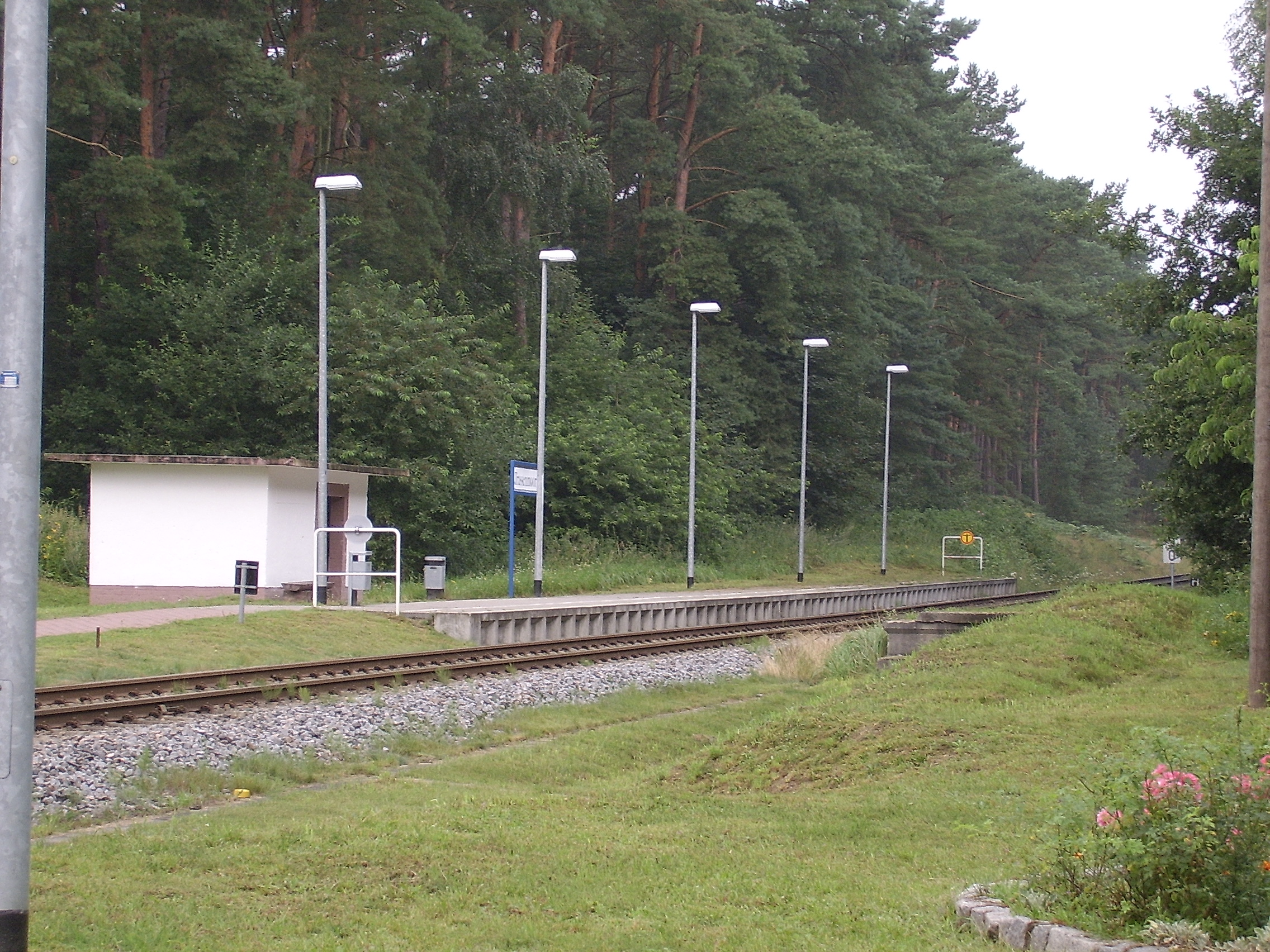
Остановка Трассенмоор

К посёлку подходит ответвление от федеральной дороги 111 (нем. Bundesstraße 111 (B 111)). Также существует непосредственное сообщение с Циновцем и Карлсхагеном по отдельной дороге, проходящей вдоль побережья Балтийского моря.
Трассенхайде расположен на участках региональных железных дорог
 Цюссов — Вольгаст — Херингсдорф (Альбек) и Цинновиц — Пенемюнде. 

Ввиду того, что данные ветки железной дороги соединяются друг с другом только в районе Цинновица, в Трассенхайде фактически два вокзала (остановки «Трассенхайде» (нем. Trassenheide) и «Трассенмоор» (нем. Trassenmoor)), между которыми нет прямого сообщения.
Через посёлок проходят велосипедные дорожки, соединяющие Трассенхайде с Цинновицем, Карлсхагеном и Вольгастом.

## Достопримечательности
- Мельница

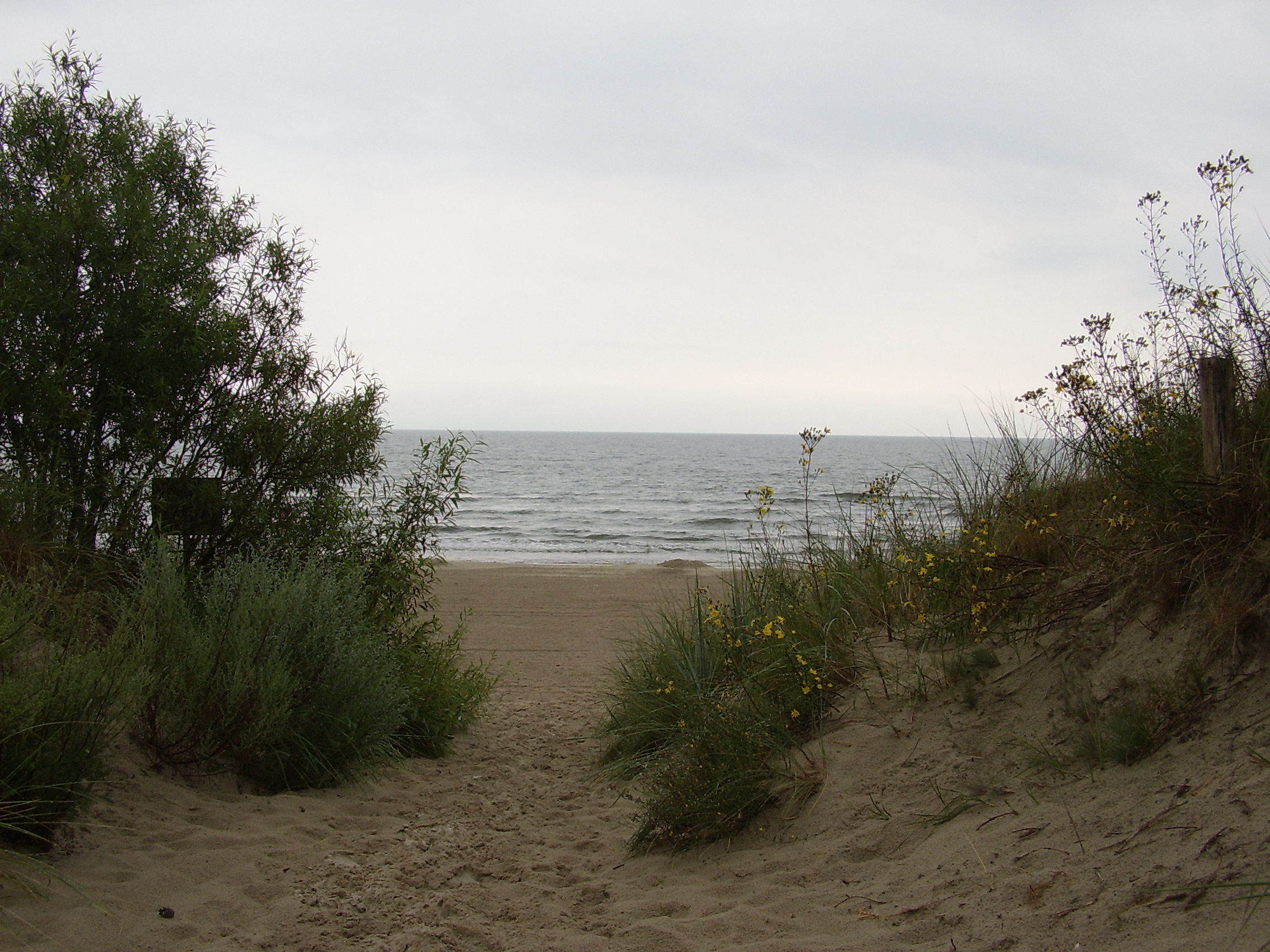
Пляж в Трассенхайде

- «Ферма бабочек» (согласно рекламе, крупнейшая в Европе)
- Променад
- Мемориал памяти жертв Второй мировой войны
- Нудистский пляж